# Fijngestreepte galliwasp
De fijngestreepte galliwasp (Diploglossus lessonae) is een hagedis uit de familie Diploglossidae.

## Naam en indeling
De soort werd voor het eerst wetenschappelijk beschreven door Mario Giacinto Peracca in 1890. De hagedis werd lange tijd tot de familie hazelwormen (Anguidae) gerekend waardoor deze verouderde situatie in veel literatuur nog wordt beschreven.
De soortaanduiding lessonae is een eerbetoon aan de Italiaanse zoöloog Michele Lessona (1823 - 1894).

## Uiterlijke kenmerken
De hagedis bereikt een maximale lichaamslengte tot ongeveer 35 centimeter inclusief de staart. De staart is ongeveer even lang als het lichaam of iets langer. De jonge dieren hebben totaal andere kleuren dan de volwassen dieren. Juvenielen hebben een lichtgele kop en staartkleur, de bovenzijde is lichtgrijs en de buik en onderzijden van de flanken zijn rood van kleur. Volwassen dieren hebben een zeer donkerbruine tot zwarte kleur met dunne, gelijkmatige lichtgele tot lichtbruine dwarsstrepen. Alleen het midden van de buik is rood van kleur en niet de onderzijde van de flanken. Door de kleuren en de lichaamsbouw lijkt de soort enigszins op de alligatorhagedissen uit het geslacht Gerrhonotus.
De schubben zijn erg glad en glanzend, het lichaam is langwerpig van vorm en relatief rond en dik. De poten zijn vrij klein en dragen vier vingers en tenen. Net als alle galliwasps zijn de klauwtjes aan de vingers en tenen deels in een schede gelegen.

## Verspreiding en habitat
De galliwasp komt voor in delen van Zuid-Amerika en leeft endemisch in Brazilië. De hagedis komt alleen in het noordoosten van het land voor in de staten Ceará, Paraíba, Pernambuco en Rio Grande do Norte. De hagedis komt voor in een groot gebied; de oppervlakte van het areaal wordt geschat op 145.000 vierkante kilometer.
De habitat bestaat uit vochtige en warme tropische regenwouden. De fijngestreepte galliwasp is een bodembewoner die leeft tussen de bladeren van de strooisellaag van het bos. De hagedis verstopt zich overdag onder stenen en houtblokken om in de schemering te gaan jagen.

## Voedsel
Het voedsel bestaat voornamelijk uit slakken, die met de grote kaken in stukken worden gebroken. De grotere schaaldelen worden vervolgens weer uitgespuugd. Daarnaast eet de galliwasp ook wel insecten en andere kleine dieren.

## Bedreiging en bescherming
Door de internationale natuurbeschermingsorganisatie IUCN is de beschermingsstatus 'veilig' toegewezen (Least Concern of LC).
De plaatselijke bevolking denkt, overigens volkomen ten onrechte, dat galliwasps giftig zijn, waarschijnlijk door de soms zeer felle kleuren van sommige soorten waaronder deze soort. Daardoor worden er jaarlijks vele dieren nodeloos doodgemaakt. De hagedissen zijn juist heel nuttig vanwege het menu dat voornamelijk bestaat uit slakken die op hun beurt door de mens geteelde planten aanvreten.
De fijngestreepte galliwasp is door zijn vrij eenvoudige verzorging en de lage eisen die het dier stelt aan zijn omgeving een van de soorten die populair als exotisch huisdier. De hagedis kan in gevangenschap gehouden worden in een terrarium. Het dier gedijt op turf of een laag bladeren en kunnen gevoerd worden met makkelijk verkrijgbaar voedsel zoals regenwormen en stukjes vlees.